# Anomala dimidiata
Anomala dimidiata – gatunek chrząszcza z rodziny poświętnikowatych, podrodziny rutelowatych i plemienia Anomalini.

## Taksonomia
Gatunek ten został opisany w 1831 przez Fredericka Williama Hope'a. Wyróżnia się w jego obrębie dwa podgatunki:
- Anomala dimidiata barbata Burmeister, 1855[1]
- Anomala dimidiata dimidiata (Hope, 1831)[3]

## Opis
Ciało długości 20 do 22 lub 24 mm, szeroko-owalne, winogronowozielone. Nadustek gęściej punktowany niż czoło. Przedplecze o punktach umiarkowanie gęsto rozmieszczonych, po bokach zbiegających się chropowato. Tarczka i pokrywy delikatnie punktowane, te ostatnie ze śladami podłużnych rzędów. Pygidium pomarszczone poprzecznie i umiarkowanie delikatnie. Samiec ma na udach przedniej pary odnóży krótkie i ostre zęby.

## Biologia i ekologia
Larwy żerują w glebie i mogą uszkadzać ziemniaki, ryż i kukurydzę. Dorosłe w Himachal Pradesh pojawiają się z końcem maja. Żerują na liściach topól, jabłoni, śliw, orzecha włoskiego, Toona i Dalbergia sissoo. W Sikkimie znaleziono te chrząszcze w ekosystemach z dominacją Amomum subulatum.
Chrząszcze te infekowane są przez entomopatogenną bakterię Brevibacterium frigoritolerans, którą wyizolowano z ich larw pierwszego stadium. Gatunek ten atakowany jest także przez entomopatogenne grzyby Metarhizium anisopliae i Beauveria bassiana.

## Rozprzestrzenienie
Chrząszcz orientalny, znany z indyjskich stanów Asam, Arunachal Pradesh, Bengal Zachodni, Dżammu i Kaszmir, Hariana, Karnataka, Himachal Pradesh, Meghalaya, Madhya Pradesh, Manipur, Sikkim, Uttar Pradesh i Uttarakhand oraz z Nepalu, Pakistanu i Afganistanu.